# Incident a l'Enterprise
"Incident a l'Enterprise" (títol original en anglès "The Enterprise Incident") és el segon episodi de la tercera temporada de la sèrie de televisió de ciència-ficció estatunidenca Star Trek. Escrit per D. C. Fontana i dirigida per John Meredyth Lucas, es va emetre per primera vegada el 27 de setembre de 1968.
A l'episodi, la tripulació de lEnterprise es troba en una missió secreta per robar un dispositiu d'encobriment romulà.

## Trama
El capità Kirk ordena a la nau estel·lar USS Enterprise Federació anar a l'espai romulà sense cap autorització de la Flota Estel·lar de la qual la tripulació del pont tingui coneixement. Les naus romulanes intercepten l' Enterprise i Kirk negocia una hora per considerar la rendició del seu vaixell. Kirk, juntament amb el primer oficial vulcanià Spock, són convidats a bord de la nau insígnia romulana.
Un cop a bord de la nau romulana, Kirk i Spock són portats davant d'una comandant que demana una explicació per la seva intrusió a l'espai romulà. Kirk afirma que la fallada de l'instrument va fer que la nau es desviés del rumb, però Spock revela que el capità va ordenar l'entrada a l'espai romulà i afirma que està boig. Els guàrdies romulans condueixen Kirk a la seva presó militar.
Sol amb Spock a la seva caserna, la comandant pregunta a Spock sobre la seva carrera. Argumenta que els humans poden haver mostrat el seu menyspreu pels seus talents i capacitats en no donar-li el comandament d'un vaixell, però els romulans, si ell ho hagués volgut, no cometrien aquest error.
A la nau romulana, Kirk s'insulta a si mateix llançant-se contra la porta del camp de força. El cap mèdic Dr. McCoy és convocat des de l' Enerprise per atendre'l. La comandant demana a McCoy que confirmi la caracterització de Spock del capità com a incompetent mentalment i McCoy ho fa, després de la qual cosa el comandant demana a Spock perquè assumeixi el comandament de l' Enterprise. Kirk, anomenant Spock traïdor, l'ataca, i Spock es defensa utilitzant el que ell anomena "la presa de la mort de Vulcà". Kirk s'enfonsa a terra i McCoy el declara mort.
De tornada a l' Enterprise, Kirk es desperta de l'estat de suspensió provocat per l'anomenada presa de la mort. La seva aparent bogeria, l'aventura no autoritzada a l'espai romulà i la traïció d'en Spock han format part d'un pla secret de la Federació per robar un dispositiu de camuflatge romulà. Kirk ordena a McCoy que faci una cirurgia per donar-li trets romulans i després es transporta de tornada al vaixell romulà disfressat com un dels seus oficials.
Mentrestant, Spock i la comandant sopen a les seves habitacions, i la seva conversa es fa més íntima. Quan la comandant va a canviar el seu vestuari, Spock dirigeix a Kirk, mitjançant un comunicador, a la ubicació del dispositiu de camuflatge. El seu senyal és descobert i rastrejat, i en Spock es lliura als oficials romulans, però no poden per evitar que Kirk robi el dispositiu de camuflatge i torni amb ell a l' Enterprise.
L'enginyer en cap Scott intenta adaptar el dispositiu de camuflatge romulà a l' Enterprise mentre que l'alferes Chekov aconsegueix distingir els signes de vida d'en Spock dels dels romulans. Tant Spock com el comandant romulà són enviats a l' Enterprise on Kirk dóna l'ordre de tornar a l'espai de la Federació. Els romulans que els persegueixen estan preparats per disparar-los mentre Scott activa amb èxit la capa i l' "Enterprise" s'esvaeix davant els seus ulls. Lacomandant romulana, ara capturada, assenyala a Spock que qualsevol avantatge que la Federació obtingui de l'estudi del nou model de dispositiu d'encobriment serà temporal, ja que aviat els romulans aprendran a eludir-lo. Spock assenyala que els secrets militars són els més fugaços de tots.

## Doblatge al català
L’episodi va ser doblat al català pels estudis Tecni-3 (primera part) i Diálogo (segona part) i emés a TV3 l’any 1989.
| Personatge                | Actor/actriu     | Veu en català                      |
| ------------------------- | ---------------- | ---------------------------------- |
| James T. Kirk             | William Shatner  | Jordi Boixaderas                   |
| Spock                     | Leonard Nimoy    | Isidre Sola i Llop                 |
| Leonard McCoy             | DeForest Kelley  | Eduard Lluís Muntada               |
| Montgomery Scott 'Scotty' | James Doohan     | Joan Carles Gustems Domènec Farell |
| Nyota Uhura               | Nichelle Nichols | Glòria Roig Azucena Díaz           |
| Pavel Chekov              | Walter Koenig    | Quim Roca Pep Madern               |
| Hikaru Sulu               | George Takei     | Jaume Nadal Enric Cusí             |
| Christine Chapel          | Majel Barrett    | Ana Maria Mauri Rosa Gavin         |
| Tinent Leslie             | Eddie Paskey     | Enric Isasi-Isasmendi              |
| Comandant romulana        | Joanne Linville  | Marta Padovan                      |
| Subcomandant Tal          | Jack Donner      | Jordi Dauder                       |

## Producció

### Escriptura
D. C. Fontana va basar aquesta història molt vagament en  l'incident 'Pueblo', en què un vaixell de la Marina dels Estats Units d'Amèrica i la seva tripulació van ser confiscats, i la tripulació es va mantenir acusada d'espionatge durant gairebé un any, després que el vaixell presumptament es va desviar a les aigües de Corea del Nord.
El primer esborrany del guió tenia Spock "plovent petons a cada polzada quadrada per sobre de l'espatlla" de la comandant romulana, però això es va canviar, a la insistència de Leonard Nimoy, per les carícies dels dits més recatades. Fontana ha assenyalat que l'escena dels "petons plovent" va ser en realitat un embelliment de Gene Roddenberry —un dels pocs que va aplicar als guions de la tercera temporada— i que el guió original presentat només tenia una abraçada i un petó, amb la majoria de la passió transmesa per la comandant romulana.
Originalment, tant en Kirk com en McCoy es van disfressar de romulans i van anar a bord del vaixell romulà per robar el dispositiu de camuflatge. Això es va abandonar no sols per preocupacions de costos, sinó perquè Robert H. Justman va assenyalar que tenir McCoy fent cirurgia plàstica a les seves pròpies orelles hauria augmentat la credibilitat, i incloure un personatge per fer la cirurgia tant a Kirk com a McCoy hauria requerit un paper addicional, augmentant encara més el cost.

### Models
A l'edició remasteritzada, dos dels tres vaixells de guerra romulans són en realitat creuers de batalla klingon D7, i el tercer és l'ocell de presa romulà vist a l'episodi "L'equilibri del terror ". Encara que en ordre de producció el model es va utilitzar per primera vegada (com a vaixell klingon) a "Elaan de Troyius", en ordre de transmissió es veu per primera vegada en aquest episodi. Spock diu a l'inici de l'episodi que "la intel·ligència informa que els romulans ara utilitzen el disseny klingon". A l'episodi d'emissió original, els tres vaixells eren el disseny D7.

## Mitjans nocanònics
- El nom del comandant romulà i el seu destí no es revelen a l'episodi. Almenys dues explicacions diferents es donen a les novel·les The Price of the Phoenix i Vulcan's Heart. (En els primers dies de l'escriptura de Trek, moltes novel·les es contradiuen, de manera que el comandant ha tingut una sèrie de noms i destins.) L'última explicació es dóna a la novel·la Vulcan's Heart, de Josepha Sherman i Susan Shwartz, que li dóna el nom de Liviana Charvanek. Aparentment, algun temps després dels esdeveniments d'aquest episodi, Charvanek va ser retornada a Ròmul i va reprendre la seva carrera militar.
- D. C. Fontana va coescriure una seqüela: Star Trek: Year Four—The Enterprise Experiment, una novel·la gràfica publicada per IDW Publishing el 2008.
- Aquest episodi es fa referència al videojoc Star Trek: Tactical Assault. Durant una missió de la Federació, la nau del jugador està equipada amb el dispositiu de camuflatge romulà robat per Kirk i amb l'ordre de llançar un atac furtiu contra una base estelar klingon.
- La comandant romulana i el subcomandant Tal són els personatges centrals de la conclusió de la sèrie de dues parts de Star Trek Continues. El paper del comandant romulana va ser interpretat per Amy Rydell, filla de Joanne Linville, que va fer el paper a l'episodi original.
- La comandant romulana apareix a l'episodi de la temporada 4 del drama d'àudio de ciència-ficció produït de manera independent Starship Excelsior "Tomorrow's Excelsior",[5] A l'episodi es revela que la comandant ha rebut un ascens a Legate. El personatge va ser interpretat per Joanne Linville que va interpretar el paper a l'episodi original de TOS.

## Recepció
El 2014, Gizmodo va classificar "Incident a l'Enterprise" com el 48è millor episodi de Star Trek, dels més de 700 fets en aquell moment (incloent les sèries derivades) .
El 2016, The Hollywood Reporter va classificar "Incident a l'Enterprise" com el 33è millor episodi de televisió de tota la franquícia de televisió Star Trek abans de Star Trek: Discovery, incloent-hi la imatge real i la sèrie d'animació, però sense comptar les pel·lícules. Apunten que aquest episodi és el favorit del director de la pel·lícula del 2016 Star Trek: Beyond, Justin Lin.
El 2016, Newsweek va classificar "Incident a l'Enterprise" com un dels millors episodis de la sèrie original. Noten la interacció de Spock amb la comandant romulana, i el desig de la Federació d'una tecnologia de ciència-ficció, el "dispositiu de camuflatge" de Star Trek".
El 2017, Comic Book Resources va classificar Spock i la comandant romulana com la 11a millor relació romàntica de la franquícia Star Trek fins aquell moment. El 2017, CBR va classificar la Comandant Romulana, el setè personatge femení "més ferotge" de l'univers Star Trek.
El 2020, SyFy va recomanar veure aquest episodi com a antecedents sobre Romulans per a Star Trek: Picard.
El 2020, ScreenRant el va classificar com el quart millor episodi de TOS per tornar a mirar. Noten la similitud de l'argument entre aquest episodi i la primera temporada de Star Trek: Discovery, encara que en comptes dels romulans, es mostra els klingons.

## Llançaments
Aquest episodi es va publicar al Japó el 21 de desembre de 1993 com a part del conjunt complet de LaserDisc de la temporada 3, Star Trek: Original Series log.3. També es va incloure un tràiler d'aquest i dels altres episodis, i l'episodi tenia pistes d'àudio en anglès i japonès. The cover script was スター・トレック TVサードシーズン
L'episodi es va publicar a VHS al Regne Unit, aparellat amb "I els nens ens guiaran".
Aquest episodi s'ha inclòs a la caixa del DVD remasteritzat de la temporada 3 TOS, amb la versió remasteritzada d'aquest episodi.